# Dittico di re Davide e san Gregorio

Dittico di re Davide e S.Gregorio, Monza, Museo del Duomo

Il dittico di re Davide e san Gregorio è un dittico consolare in avorio dedicato al Re Davide e a san Gregorio, donato al Duomo di Monza da re Berengario I. 
L'oggetto risale al VI secolo e rappresenta un console romano nell'atto di dare l'avvio alle corse nel Circo. Fu poi stato modificato in epoca carolingia con l'incisione dei nomi e per contenere il Codice purpureo del IX secolo che oggi è conservato nella Biblioteca Capitolare del Duomo di Monza.